# آن سمیکانداکتر
 آن سِمی‌کانداکتر یک شرکت تأمین‌کننده نیمه‌رسانا در فهرست فرچون ۵۰۰ است. آن سمی‌کانداکتر شبکه‌ای از امکانات تولیدی، دفاتر فروش و مراکز طراحی در آمریکای شمالی، اروپا و آسیا را مدیریت می‌کند. دفتر مرکزی آن در فینکس، آریزونا است، این شرکت دارای ۳٫۹۰۷ میلیارد دلار درآمد (در سال ۲۰۱۶) بود، که آن را در بین ۲۰ رهبر برتر فروش نیمه‌رسانا در سراسر جهان قرار داد.